# ヨハン・オットー・フォン・スプレッケルセン
ヨハン・オットー・フォン・スプレッケルセン（Johann Otto von Spreckelsen、1929年5月4日 - 1987年3月16日）は、デンマーク出身の建築家である。

## 略歴

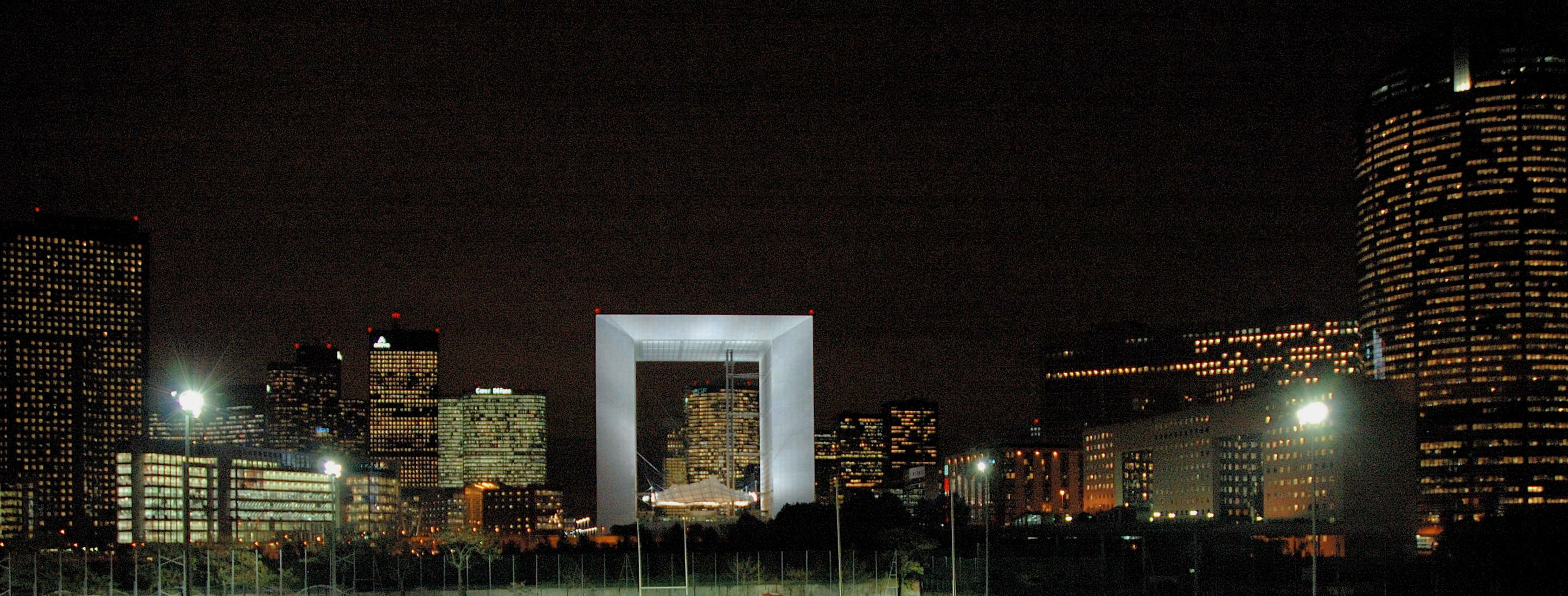
グランダルシュ

デンマークのヴィボー生まれ。ヴィボー・カテドラルスコーレ及びコペンハーゲンのデンマーク王立美術アカデミー（Royal Academy of Arts|Royal Danish Academy of Fine Arts|Royal Academy of Arts）で学ぶ。
ヨハン・オットー・フォン・スプレッケルセンは、デンマーク国内でもいくつかの近代的な教会建築の設計に携わったが、フランス・パリのラ・デファンス地区にあるグランダルシュを設計したことで最もよく知られている。彼は、グランダルシュのコンペに当選し、設計及び施工管理にあたっていたが、1986年にその職を辞し、完成を見ることなく竣工の2年前に逝去した。その後の設計及び施工管理の業務は、建築家のポール・アンドリューに引き継がれた。
- バンゲゼ教会（Vangede Kirke）
- スタウンスホルト教会（Stavnsholt Kirke）